# Russelliana disparilis
Russelliana disparilis är en insektsart som beskrevs av Leonard D. Tuthill 1964. Russelliana disparilis ingår i släktet Russelliana och familjen rundbladloppor. Inga underarter finns listade i Catalogue of Life.